# The Return of Sophie Lang
The Return of Sophie Lang (bra A Volta de Miss Lang, ou A Volta de Sophie Lang) é um filme estadunidense de 1936, do gênero drama policial, dirigido por George Archainbaud e estrelado por Gertrude Michael e Ray Milland. 
Este é o segundo de três filmes com a ex-ladra de diamantes Sophie Lang, posterior a The Notorious Sophie Lang (1934) e anterior a Sophie Lang Goes West (1937), todos estrelados por Gertrude Michael.

## Sinopse
Sophie Lang finge a própria morte e vai para Londres sob nova identidade -- Ethel Thomas. Logo, ela se torna acompanhante da velha senhora Araminta Sedley, colecionadora de joias. Quando as duas tomam um navio com destino a Nova Iorque, Sophie acaba envolvida com o roubo de um diamante.

## Elenco
| Ator/Atriz          | Personagem               |
| ------------------- | ------------------------ |
| Gertrude Michael    | Sophie Lang/Ethel Thomas |
| Ray Milland         | Jimmy Dawson             |
| Guy Standing        | Max Bernard              |
| Elizabeth Patterson | Araminta Sedley          |
| Colin Tapley        | Larry                    |
| Paul Harvey         | Inspetor Parr            |